# Montembœuf
Montembœuf je naselje in občina v zahodnem francoskem departmaju Charente regije Poitou-Charentes. Leta 2006 je naselje imelo 692 prebivalcev.

## Geografija
Kraj se nahaja v pokrajini Limousin 32 km jugozahodno od Confolensa.

## Uprava
Montembœuf je sedež istoimenskega kantona, v katerega so poleg njegove vključene še občine Cherves-Châtelars, Lésignac-Durand, Le Lindois, Massignac, Mazerolles, Mouzon, Roussines, Saint-Adjutory, Sauvagnac, Verneuil in Vitrac-Saint-Vincent s 3.851 prebivalci.
Kanton Montembœuf je sestavni del okrožja Confolens.
1. ↑  »Populations légales 2016«. Nacionalni inštitut za statistične in gospodarske raziskave. Pridobljeno 25. aprila 2019.